# Tau Ceti f
Tau Ceti f è un esopianeta  non confermato orbitante attorno alla stella Tau Ceti. Si tratta di una super Terra avente una massa minima oltre 6,7 volte quella terrestre e che orbita attorno alla stella in 642 giorni, ad una distanza di poco più di 200 milioni di chilometri (1,35 UA). È situato all'interno della zona abitabile della stella, seppur vicino al limite più esterno. Al momento della scoperta, avvenuta nel dicembre del 2012, è assieme a Tau Ceti e, il pianeta extrasolare potenzialmente abitabile più vicino alla Terra, in quanto si trova a soli 12 anni luce di distanza. Una rianalisi dei dati nel 2021 ha fornito uno studio approfondito della sistematica dello spettrografo HARPS, dimostrando che il segnale a 600 giorni era probabilmente una combinazione spuria di sistematica strumentale con un potenziale segnale a 1000 giorni ancora sconosciuto, pertanto l' esistenza del pianeta risulta dubbia.

## Scoperta
La scoperta, ancora da confermare, è avvenuta il 19 dicembre 2012 da un gruppo guidato da Mikko Tuomi con il metodo della velocità radiale servendosi dei dati ad alta risoluzione forniti dallo spettrometro HARPS dell'ESO, dell'Anglo-Australian Planet Search e dello strumento HIRES dell'Osservatorio W. M. Keck.
Analizzando i dati di oltre 6000 osservazioni e usando nuove tecniche, Tuomi e colleghi sono riusciti a trovare un metodo capace di rilevare segnali molto più piccoli che in passato.

## Abitabilità
Il pianeta sarebbe situato nella parte più esterna della zona abitabile; il Planetary Habitability Laboratory dell'Università di Porto Rico ad Arecibo, stima che Tau Ceti f riceva il 27% della luce che la Terra riceve dal Sole, e che se il pianeta avesse la stessa atmosfera della Terra, la temperatura sulla superficie sarebbe attorno ai -40 °C, adatta solo per forme di vita estremofile di tipo psicrofilo. Essendo una super Terra, il pianeta potrebbe però avere un'atmosfera più densa, generando un effetto serra più intenso, tale da rendere le condizioni del pianeta più simili a quelle terrestri, con temperature comprese tra 0 e 50 °C, adatte anche per forme di vita complessa.
Nel 2015, un gruppo di astronomi e geofisici dell'Università dell'Arizona guidati da Michele Pagano ha eseguito uno studio che mette in risalto alcune problematiche riguardo alla possibilità di vita sul pianeta. Il pianeta f, già al limite esterno della zona abitabile, sarebbe dentro di essa da "solo" un miliardo di anni, per via dell'evoluzione stellare che ha portato Tau Ceti ad intensificare la sua luminosità col passare del tempo, quando alla biosfera terrestre sono occorsi 2 miliardi di anni per produrre cambiamenti rilevabili nell'atmosfera. Inoltre, la composizione dei pianeti di Tau Ceti potrebbe essere molto differente da quella terrestre, con un rapporto magnesio/silicio nettamente superiore che porterebbe ad un'abbondanza, nel mantello del pianeta, di materiali meno viscosi con drastiche conseguenze sul vulcanismo e sull'attività tettonica, con effetti negativi sulla possibilità di vita sulla superficie del pianeta.